# Folke Henell
Gustaf Folke Henell, född 7 februari 1908 i Drothems församling i nuvarande Söderköpings kommun, död 5 november 2005 i Katrineholm, var en svensk målare.
Henell var som konstnär huvudsakligen autodidakt och företog studieresor till Frankrike, Nederländerna och Danmark.
Hans konst består av expressionistiska landskap, folklivs- och skärgårdsbilder.
Henell är representerad vid Östergötlands museum, Norrköpings konstmuseum, Västerbottens läns landsting och Östergötlands läns landsting.